# Margreteholm
Margreteholm är ett gods i Sandhems socken sydväst om Mullsjö. 

## Historik
Margreteholm grundades 1648–1670 av generalmajoren Claes Breitholtz som sätesgård för sin ätt och fick namn efter hustrun, Margareta Ödla. Margreteholm bildades av Brunebo och ytterligare ett femtontal gårdar. Dessa hade Claes Breitholtz bytt till sig mot det fäderneärvda godset Rogatino i Ingermanland samt av kungliga donationer och ett antal godsbyten. Sonen, överste Carl Breitholtz, ärvde egendomen 1706. Efter dennes död ärvdes Margreteholm av änkan, friherrinnan Margareta Sparre. Godset har efter henne tillhört bland annat släkterna von Möller, Wästfelt, Klingspor och Sager. 1914 köpte Robert Sager egendomen för sin son Leos räkning varvid gården kom att ingå i Ryforskomplexet. Den nuvarande huvudbyggnaden i två plan med två sammanbyggda flyglar uppfördes 1924-26 under ledning av arkitekten Georges von Dardel. En ny park och trädgård söder och norr om huvudbyggnaden anlades efter utformning av den engelska trädgårdsfirman Milner-White.
Margreteholms gods ägdes till 2013 av Adam Moltke-Huitfeldt, som även ägde Espe gods på Själland i Danmark, och ärvdes därefter av Julie Moltke-Huitfeldt.